# Cayo Jutías
Cayo Jutías es el nombre de una isla o cayo de 4 kilómetros cuadrados de superficie que pertenece al archipiélago de los Colorados, a varios kilómetros al oeste-noroeste del Valle de Viñales y que se encuentra en la costa noroeste del país caribeño de Cuba en las coordenadas geográficas 22°43′N 84°02′O / 22.717, -84.033. Se localiza cerca de la Bahía de Santa Lucía, al norte de la ensenada Nombre de Dios. Posee un terraplén que sirve de puente entre la isla principal de Cuba y el cayo. Administrativamente se encuentra ubicada en el municipio Minas de Matahambre, perteneciente a la provincia de Pinar del Río.

## Geografía

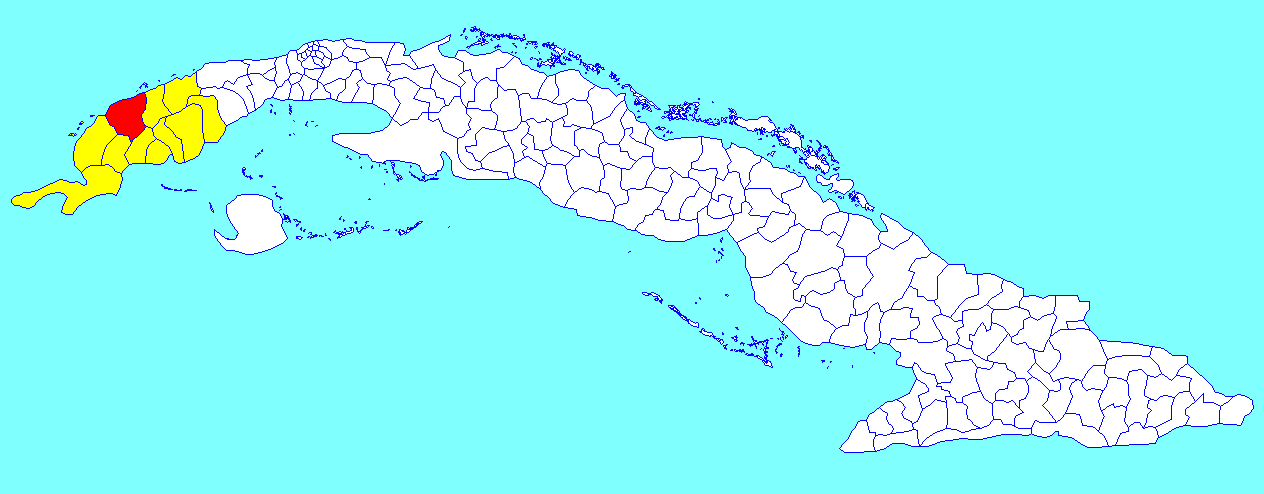
Ubicación de la municipalidad pinareña de Minas de Matahambre, localización donde se encuentra Cayo Jutías

Cayo Jutías es una pequeña isla de poco más de 4 km² de extensión ubicada a varios metros de la costa norte de la isla de Cuba (actualmente la misma se halla unida a tierra a través de un istmo). Forma parte del sistema de islas conocido como archipiélago de los Colorados que se halla al norte de la provincia Pinar del Río. A la misma se accede a través de un pedraplén que conecta con la carretera de Mantua-Santa Lucía. Normalmente se la clasifica como isla, pero más bien se trata de un cayo o islote costero, como tantos que hay alrededor de toda la costa norte cubana. Alrededor de todo el sector noroeste de la isla, se forma una delgada península con forma de arco, que le da una apariencia de boomerang; es en esta franja donde se encuentra la hermosa playa de arenas blancas finas que caracterizan a Cayo Jutías. Las aguas del mar alrededor de la playa son considerablemente poco profundas y limpias, lo cual le brinda un increíble atractivo a la misma para efectuar actividades de buceo sin mucho riesgo para la seguridad de los bañistas.

## Turismo
Cayo Jutías es uno de los cayos con las playas más vírgenes de Cuba. Se encuentra en Pinar del Río, en la región occidental y dispone de una preciosa playa llamada Playa las Estrellas, de arenas blancas y aguas turquesas, donde se puede disfrutar de la tranquilidad y belleza de la costa caribeña. Actualmente no existe alojamiento en Cayo Jutías, pero sí algunas casas particulares en la carretera de Santa Lucía. Lo más práctico para los turistas y visitantes es alojarse en una casa particular en Viñales y hacer una excursión de un día a Cayo Jutías.
En Cayo Jutías se pueden contratar algunas excursiones en una cabaña que está al lado del restaurante para hacer buceo en los arrecifes, para lo cual es necesario trasladarse en barco. También se pueden rentar bicicletas acuáticas y hacer snorkel en los arrecifes cercanos. 

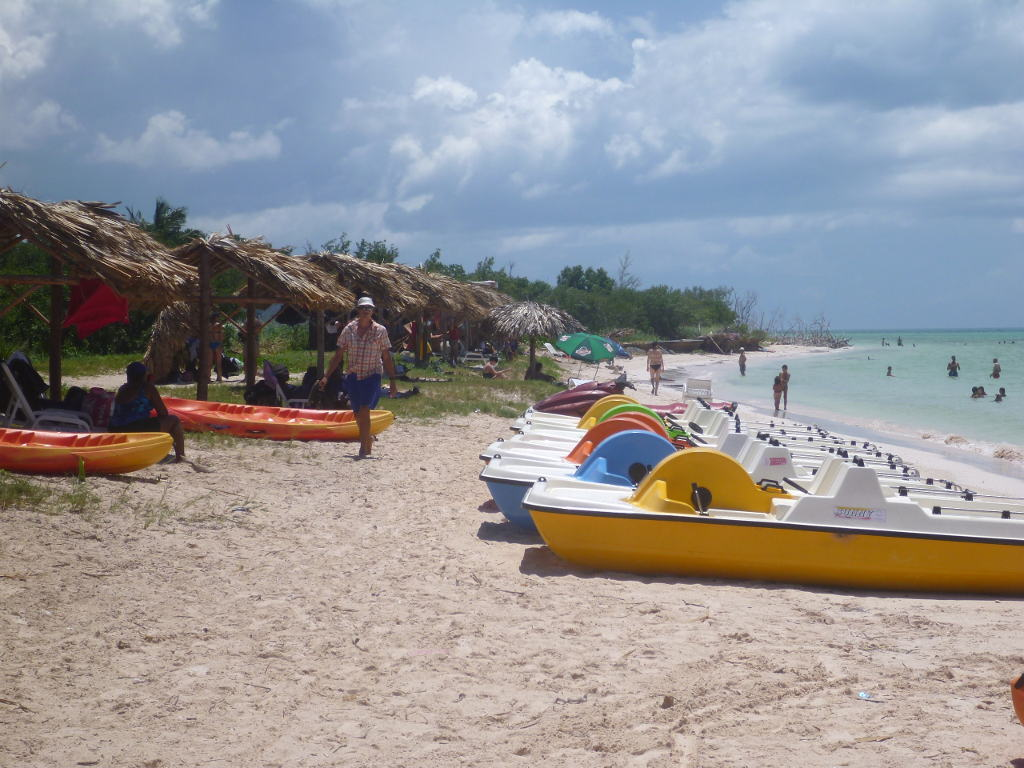
Bicicletas acuáticas
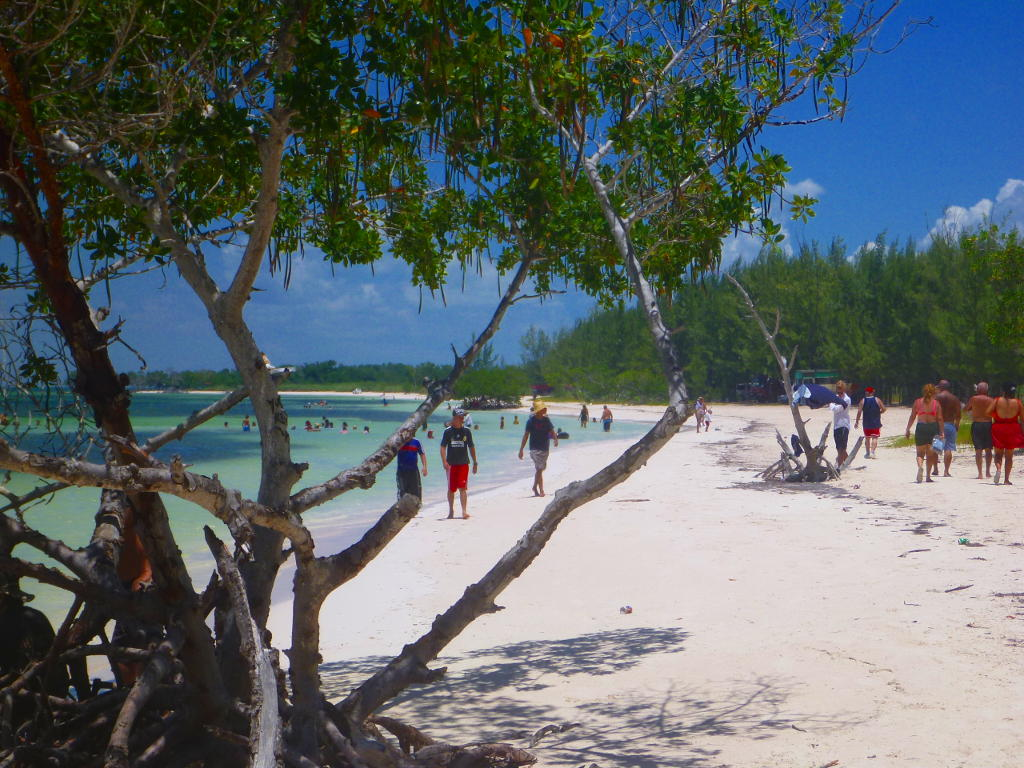
Playa de Cayo Jutias
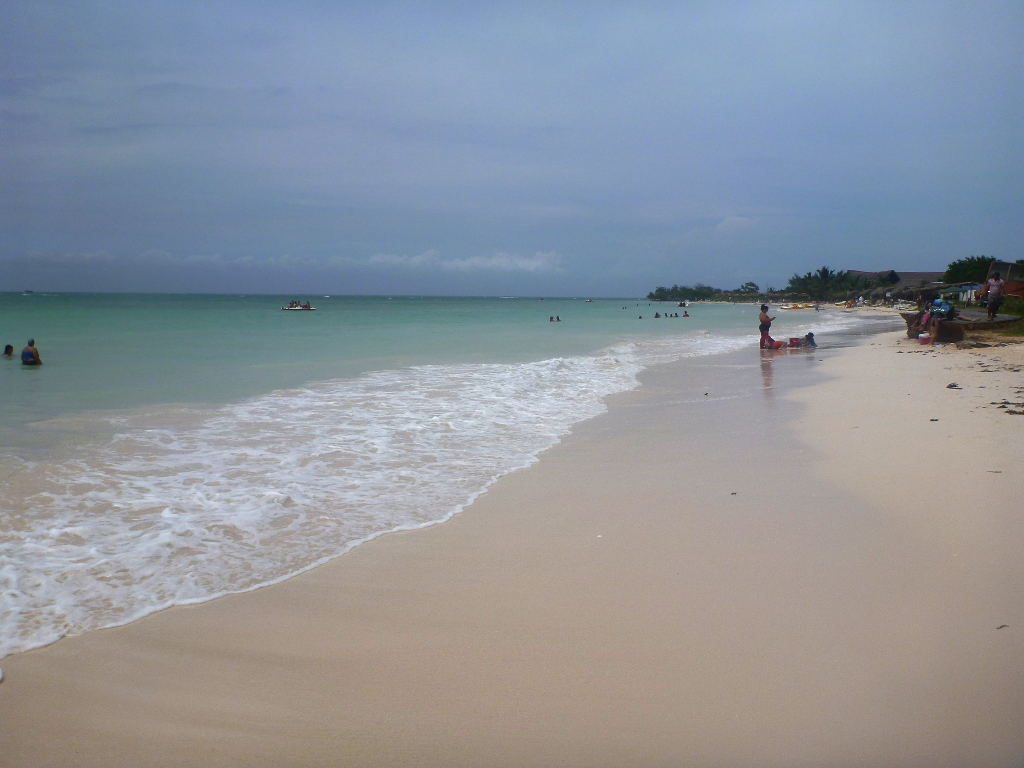
Playa de Cayo Jutias
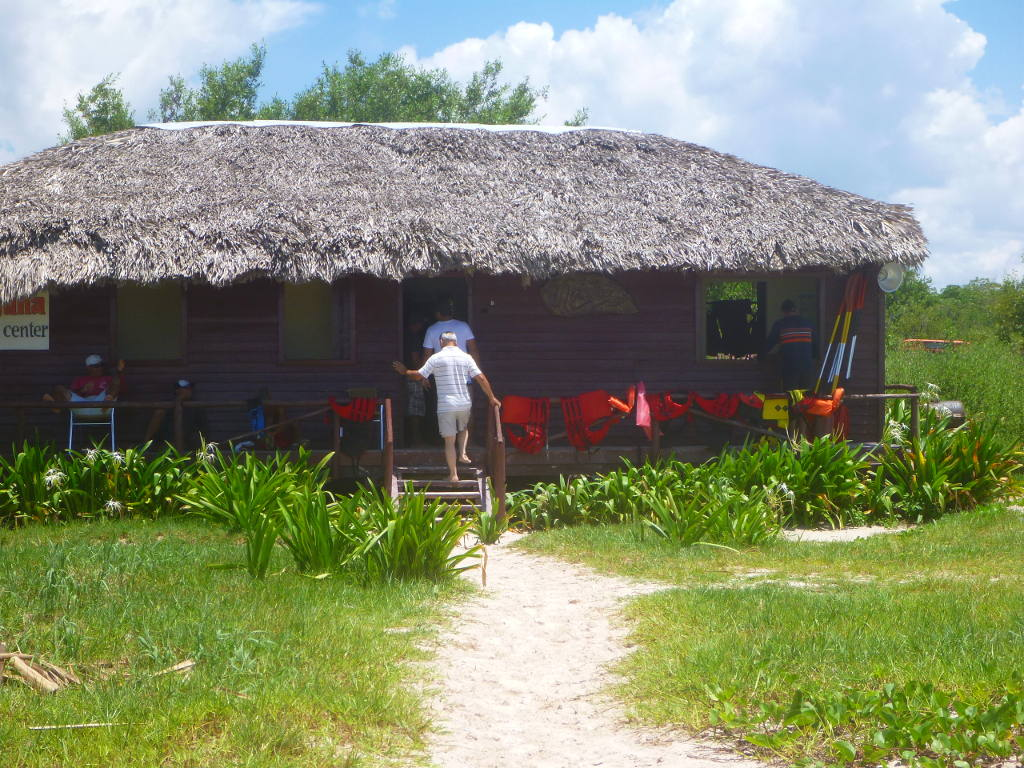
Renta de excursiones Cayo Jutías
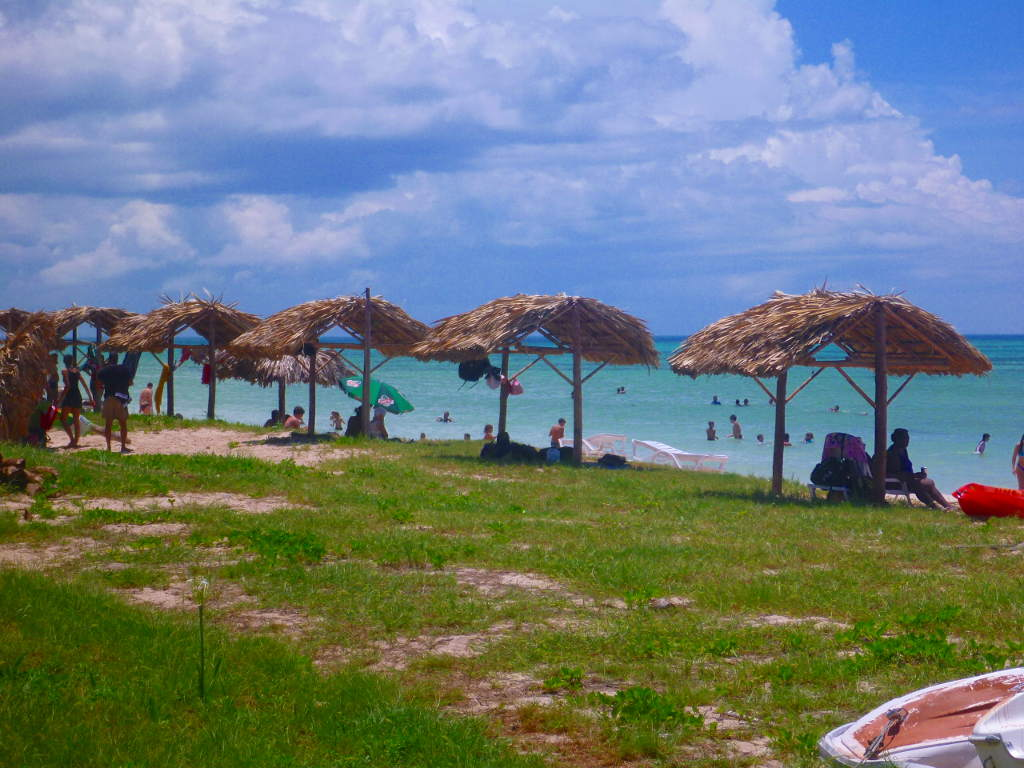
Playa de Cayo Jutías